# 丁丑風災
丁丑風災又稱九二大風災，為香港歷史上最嚴重的天災之一。一個強烈颱風在1937年（歲次丁丑）9月2日凌晨正面吹襲香港和澳門，造成廣泛破壞。颱風在新界吐露港引起超過20英呎（6米）高的風暴潮，大埔一帶傷亡慘重。據當時的不完全統計，共造成介乎2,565至約11,000人在這次風災中喪生，澳門亦有21人於陸上身亡。

## 發展過程
引起丁丑風災的颱風在1937年8月24日位於關島以南約200英里（322公里），向西北西方向移動。8月31日上午，颱風抵達巴林坦海峽的東面。受日本附近海域的副熱帶高壓影響，颱風以西北偏西方向移動。9月1日下午5時在東沙群島以北掠過，並且以時速17英里（31公里）繼續向西北偏西方向移動，靠近廣東沿岸。9月2日上午3時，颱風在接近橫瀾島以南的海面掠過。颱風在約上午3時45分最接近香港，中心在最接近時位於香港島以南約5英里（9公里），皇家香港天文台以南約7海哩（13公里），颱風中心在赤柱半島以南掠過。掠過香港島以南後，颱風在澳門以北登陸，颱風大約在澳門以北約10英里（16公里）掠過，其後在內陸消散。

## 影響

### 菲律賓
颱風在8月31日下午1時最接近菲律賓巴士古，中心位於巴士古以南約30英里（48公里）掠過，巴士古錄得最大11級西北西持續風，最低氣壓29.102吋汞（985.3毫巴）。

### 英屬香港
- 當地懸掛之最高熱帶氣旋警告信號：  十號風球
- 最接近當地位置：天文台總部以南13公里（掠過香港境內）

皇家香港天文台於9月1日午夜凌晨0時35分懸掛一號風球，當日香港仍然天晴，但天上隱約可見颱風來臨前常見的卷雲。隨着颱風逐步逼近，天文台在下午3時20分改掛五號風球（即現今之八號西北烈風或暴風信號）。至晚上7時，香港轉吹西北偏北風，風力逐漸加強並維持方向，顯示颱風可能正面來襲。午夜後雨勢不斷，氣壓亦不斷下降，天文台遂於9月2日上午1時58分直接懸掛十號風球，2時10分鳴炮警告。
9月2日早上3時左右，颱風在香港南面的橫瀾島以南掠過，橫瀾島燈塔錄得最低氣壓為27.76吋汞（940.05毫巴）。颱風在3時45分左右最接近香港，當時其中心位於皇家香港天文台以南約7海哩（13公里）。天文台3時至3時50分曾幾乎停雨，同時風向轉變。港島以南收到風力平靜的報告，持續約10至20分鐘，但風力未有徹底平靜，且風向為東風，因此相信風眼中心是在港島以南掠過。其後天文台在4時45分再錄得強陣風。當颱風吹襲香港期間，天文台收到發生閃電的報告。颱風掠過香港後橫渡珠江口，天文台在6時25分改掛較低的八號風球（即現今之八號東南烈風或暴風信號），風暴其後在澳門北面的珠江口西岸登陸並移入內陸，香港風力進一步減弱，10時45分除下所有風球。
颱風經過時，天文台錄得最低瞬時氣壓為958.3毫巴，最高1小時平均為每小時59海哩（109km/h），最高10分鐘平均為每小時74海哩（137km/h），最高陣風為每小時130海哩（241km/h）（此為該風速計的量度極限，真實的最高陣風很可能高於此數）；10分鐘平均和最高陣風皆成為香港的紀錄，直至1962年方被颱風溫黛所打破。另外，香港電燈公司在北角電力廠的風速計錄得最高陣風為145海哩（269km/h）。香港天文台錄得最高一小時降雨量為4時30分到5時30分的2.15英寸（54.61毫米）。颱風引起的風暴潮，使維多利亞港的水位比正常高潮高出6英呎（2米）。而新界東北面的吐露港由於地形關係，風暴潮更達20至30英呎（6至9米）。

#### 破壞情況

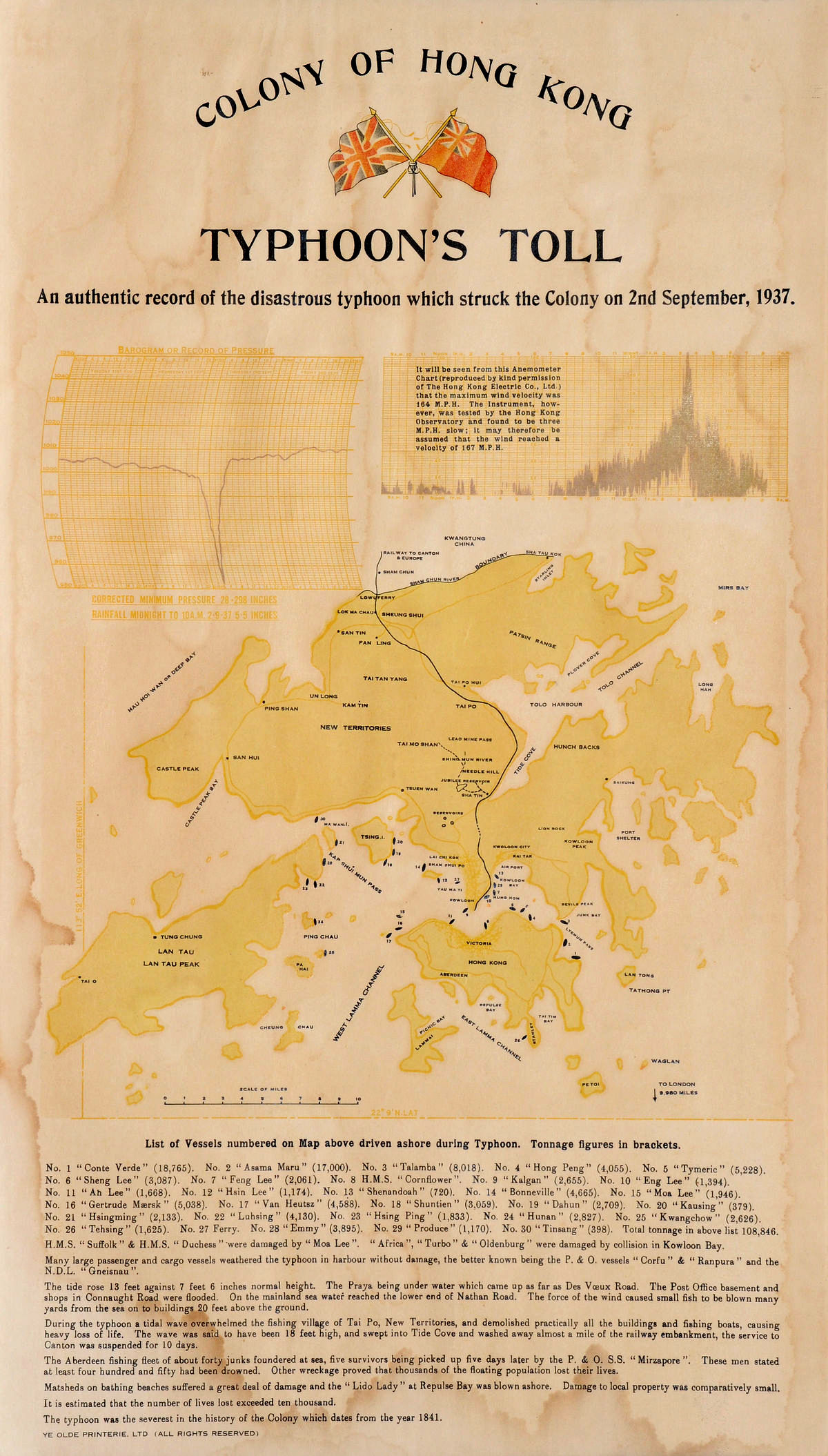
一幅描述丁丑風災過後香港災情的海報

由於風暴潮在深夜來襲，且事前並沒有預警，故此在香港造成特別嚴重的傷亡。政府在最初的報告估計造成11,000人死亡，但其後修正為2,565人死亡，但後人仍多以前者數字為凖。警方統計的傷亡數字為548人死亡，26人受傷；政府收到的死亡登記數字則是490人。但由於大部分人是淹死而找不到屍體，故真實的死亡數字難以確認。另有101艘在碼頭停泊和28艘航行中的蒸汽船擱淺，3,500艘舢板和1,255艘小舢板（一說1,361艘）沉沒，600艘嚴重損壞。據統計颱風至少造成$80,883的經濟損失。
在新界東地區，颱風所造成的大風的高度結合漲潮造成嚴重的風暴潮。政府報告顯示，估計在凌晨2至5時吐露港的海浪高出平均海平面約30英呎（9米）。天文台則估計，颱風導致的最高水位約為海基準面以上6.25米，風暴潮約3.81米，北角最高水位約為海基準面以上4.05米，風暴潮約1.98米。海水沿着大鵬灣、沙頭角海、吐露港及沙田海一直淹沒近岸，遠離海邊甚遠的内陸都受到海水淹沒，多個農地遭淹沒。而九廣鐵路在沙田至大埔墟的的接近6,000英尺（2公里）的鐵路基堤更被沖走，使鐵路服務受阻10天。
在大埔一帶的漁村被夷為平地，很多村民被大浪捲走，成為是次風災中最主要的遇難者。大埔墟至少60間房屋連同人和家畜等物件被海水捲走冲至大埔頭，令該地災後淪為廢墟。在沙田、船灣、大尾督等地附近的小村莊的情況也較為類似，田間的阡陌和堤圍幾乎全被沖毀。沙田山下圍遠離海邊近半哩（800米），仍避不過風暴潮，大部分房屋被風暴潮冲毁倒塌。沙頭角海風暴潮同樣嚴重，導致沙頭角沿海所有土壆被摧毀，大部分漁船沉沒，船員遇溺。離島區及大嶼山也遭受到非常嚴重的破壞。長洲燈塔損壞，災後被拆除。大埔墟共147間房屋被完全摧毀，85間房屋部分損壞。沙頭角共有31間房屋倒塌，143間房屋部分損毀。大埔有170人傷亡，沙頭角有100人，各區共300人傷亡。在香港仔，約40艘漁船翻沉於海中漂浮，只有5人獲救，其餘最少450人死亡；其他地方最少數以千計的漁民失踪及死亡。
在市區，維多利亞港的水位不斷上升使中環海旁水浸，海水淹至德輔道中。颱風吹襲期間港島干諾道中131至139號發生火災，但唯一通往地下的樓梯被海水淹沒，住客無法逃生，結果導致41人在火災中死亡。在九龍半島，海水淹至彌敦道的末段。荔枝角700英尺的海堤損壞，需要重建。

#### 善後情況
颱風過後，當務之急是維持道路的暢通，九龍往來元朗的青山公路一帶在颱風過後第二天清理完畢可以通行，而所有道路則在9月8日清理完畢，完全通行。風暴過後，大埔郵政局空地暫作臨時收屍站，等候死者親人認領，慘狀悽然。大埔頭村鄧勳臣出錢出力，發起鄉眾將無人認領的骸骨，集中安葬在現時營盤下村側始建於1918年用於殮葬因戰爭時期餓死的人的萬安墳內。東華醫院承擔部分救災和善後工作，並把所得到的$9,800捐款交予政府和作善後工作。

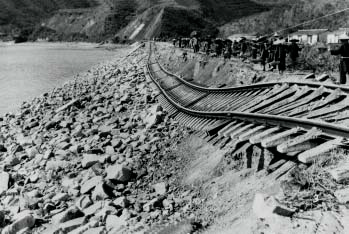
九廣鐵路沙田段路基被沖走，導致路軌下陷並懸空
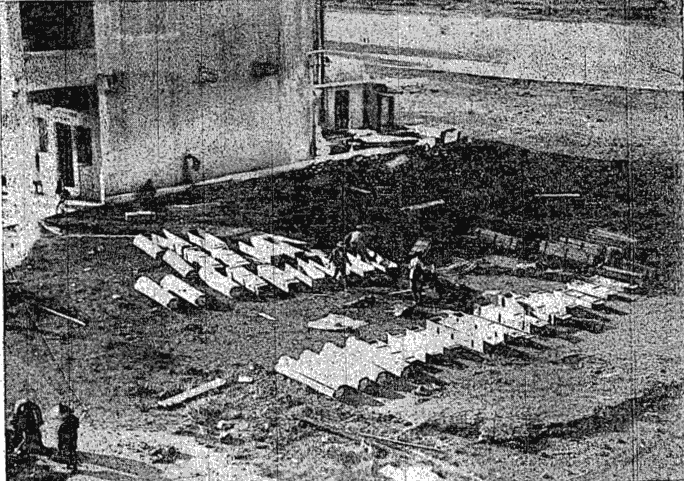
大埔郵政局空地暫作臨時收屍站
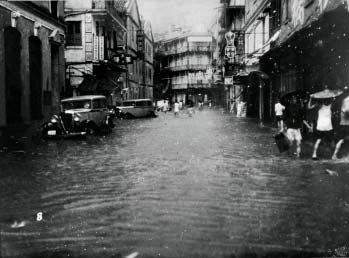
禧利街以南近永樂街一段發生水浸
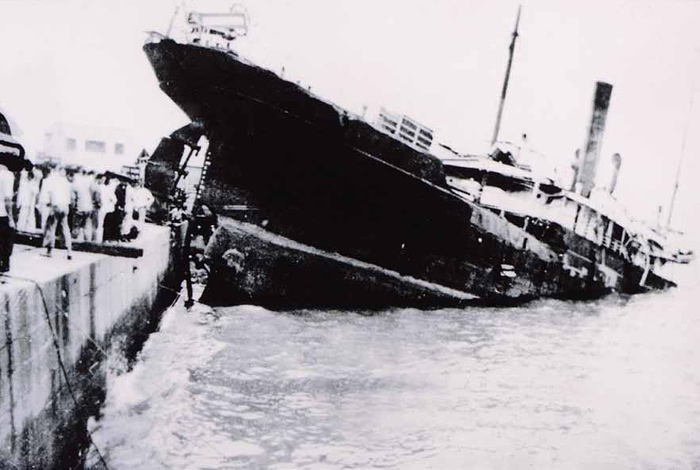
一艘輪船在碼頭旁擱淺
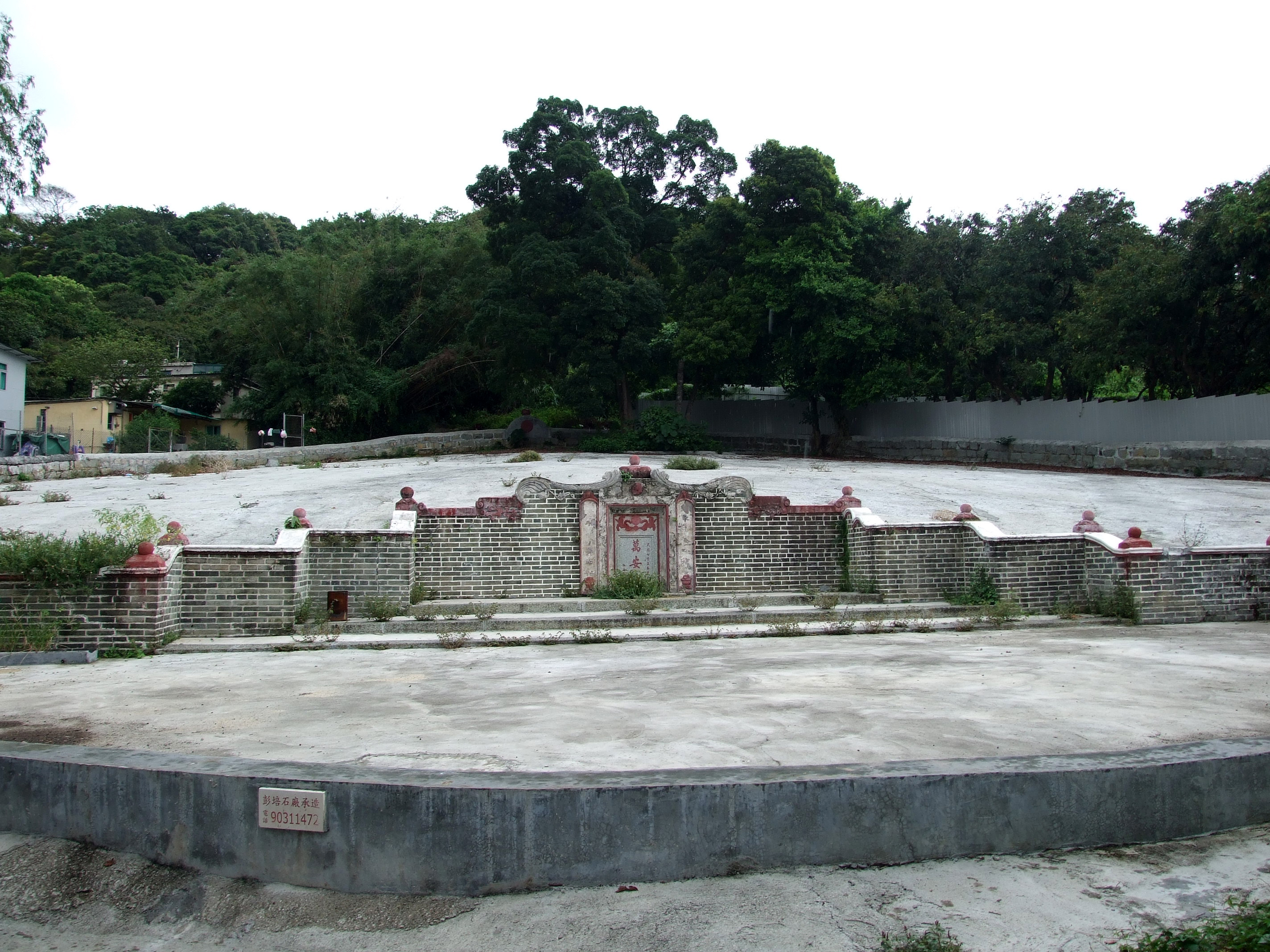
是次風災無人認領的骸骨被安葬在大埔營盤下村側萬安墳內

### 葡屬澳門
當地懸掛之最高熱帶氣旋信號：  十號風球
9月2日上午2時5分，颱風開始吹襲澳門，當局嗚風炮3響，居民多從夢中驚醒，紛起戒備。至3時風勢加劇，電燈及電話線多被吹毀，全市停電，警員及消防員疲於奔命。9月1日晚10時至2日早上4時半，風向為西北偏北，至5時風向轉為西北，風力繼續增劇，錄得陣風時速178公里，6時當風速持續上升時已超過測量儀上限。澳門錄得最低氣壓為717.46毫米汞柱（956.5毫巴）。市中心郵政局附近有一間磚屋倒塌，4死2傷。統計全市共21人身亡。

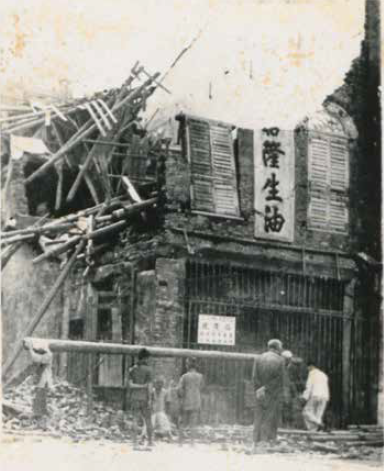
被吹塌的裕興隆店鋪
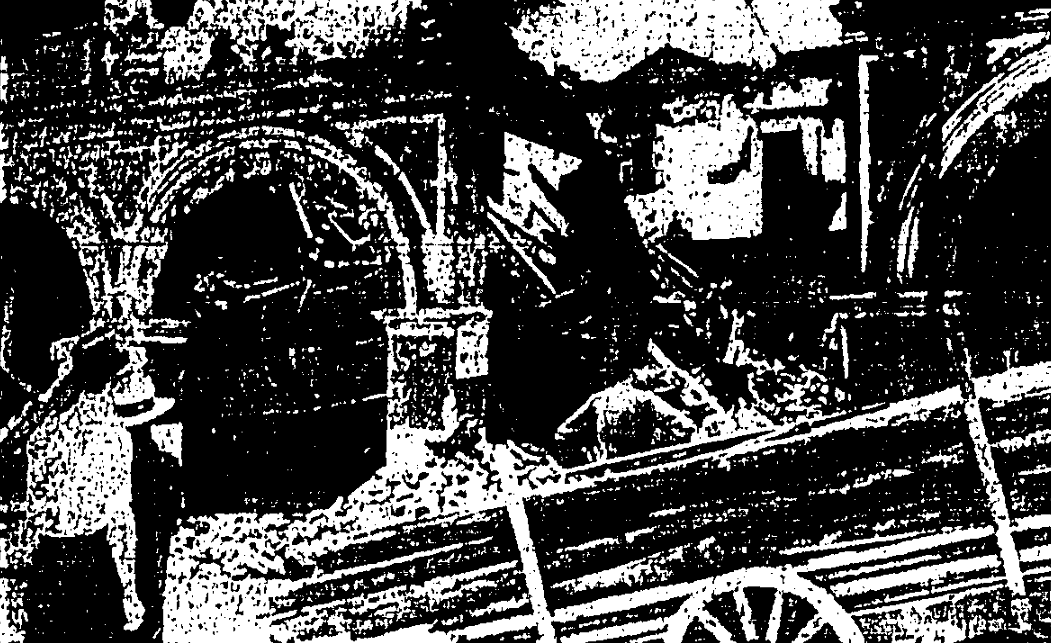
市內另一處房屋倒塌
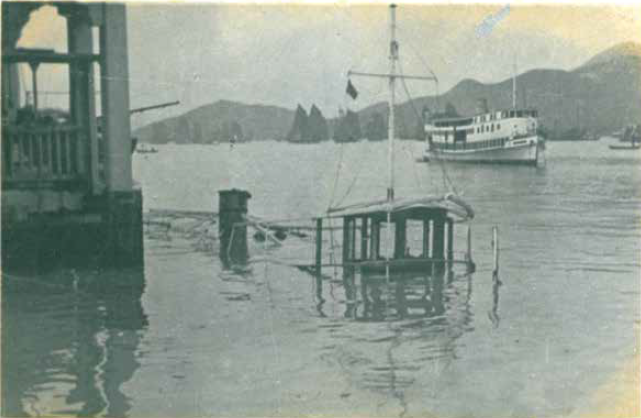
內港碼頭旁一艘沉沒的渡輪
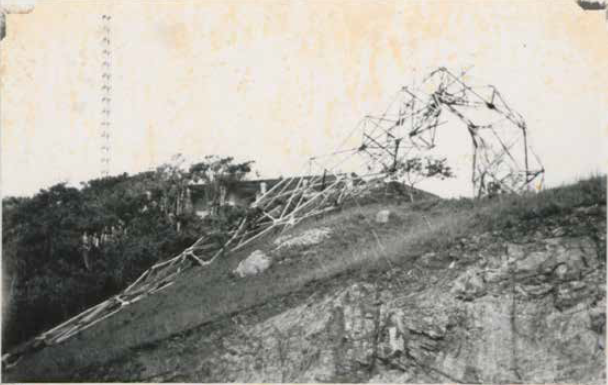
馬交石炮台被吹塌的電台天線塔
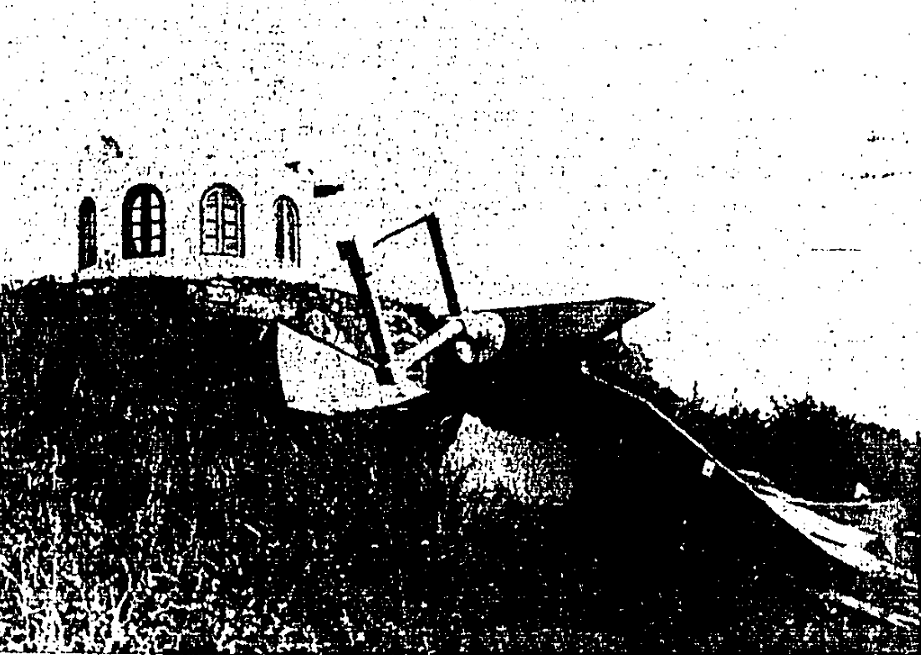
位於山頂的泛美電台屋頂被吹走

## 熱帶氣旋警告使用紀錄

### 英屬香港
| 皇家香港天文台 熱帶氣旋警告信號 | 皇家香港天文台 熱帶氣旋警告信號 | 皇家香港天文台 熱帶氣旋警告信號 |
| ------------------------------- | ------------------------------- | ------------------------------- |
| 上一熱帶氣旋                    | 一號風球                        | 下一熱帶氣旋                    |
| 1937年7月熱帶氣旋               | 一號風球                        | 1937年9月熱帶氣旋（9月18日）    |
| 1937年7月熱帶氣旋               | 五號風球                        | 1937年10月熱帶氣旋              |
| 1936年8月颱風                   | 八號風球                        | 1939年11月颱風                  |
| 1936年8月颱風                   | 十號風球                        | 1946年7月颱風                   |

| 前任： 丙子年颱風 | 引致香港天文台需要跳過 九號風球， 直接改掛 十號風球的颱風 | 繼任： 強颱風姬羅莉亞 |

### 葡屬澳門
| 葡萄牙海軍 熱帶氣旋信號 | 葡萄牙海軍 熱帶氣旋信號 | 葡萄牙海軍 熱帶氣旋信號 |
| ----------------------- | ----------------------- | ----------------------- |
| 上一熱帶氣旋            | 鳴風炮                  | 下一熱帶氣旋            |
| 1936年8月颱風           | 鳴風炮                  | 1941年7月颱風           |